# Макнамара, Тони (футболист)
Тони Макнамара (англ. Tony McNamara; 3 октября 1929, Ливерпуль, Ланкашир — 30 мая 2015, Ливерпуль, Северо-Западная Англия) — английский футболист, играл на позиции атакующего полузащитника.

## Биография

### Игровая карьера
Макнамара большую часть карьеры играл за «Эвертон», в составе которого сыграл 11 матчей и забил 22 гола. В декабре 1957 года перешёл в стан «Ливерпуля»; сумма трансфера составила 4 000 фунтов стерлингов. За «красных» дебютировал 21 декабря 1957 года в матче с «Бристоль Сити», в котором забил гол и «Ливерпуль» выиграл со счётом 4:3. Всего за 10 матчей в составе «красных» он забил 3 гола и покинул «Ливерпуль».
По окончании сезона перешёл в «Кру Александра», а затем спустя некоторое время в «Бери». Макнамара стал первым футболистом, сыгравшим за 12 месяцев во всех четырёх английских профессиональных дивизионах.

### Смерть
Скончался 30 мая 2015 года в Ливерпуле в возрасте 85 лет.